# أبو توريه
أبو توريه (12 فبراير 1996 بالسنغال - ) هو لاعب كرة قدم سنغالي في مركز الوسط. لعب مع مافرا وS.U. 1º Dezembro ‏.

## وصلات خارجية
- أبو توريه على موقع قاعدة بيانات كرة القدم.إي يو (الإنجليزية)
- أبو توريه على موقع Soccerway.com (الإنجليزية)